# Cary Guffey
Cary Guffey (Douglasville, 10 maggio 1972) è un attore statunitense, attivo dal 1977 al 1985 come attore bambino al cinema e alla televisione. È noto soprattutto per la sua interpretazione nel film Incontri ravvicinati del terzo tipo di Steven Spielberg (1977).

## Biografia
Nato a Douglasville, in Georgia, è poi cresciuto presso Gadsden, in Alabama.
Ha debuttato al cinema a soli 4 anni, nel piccolo ruolo di Barry Guiler in Incontri ravvicinati del terzo tipo di Steven Spielberg, interpretazione che lo rende celebre in tutto il mondo. In seguito è apparso nei panni del ragazzo extraterrestre H-7-25, nei film Uno sceriffo extraterrestre... poco extra e molto terrestre e nel suo sequel Chissà perché... capitano tutte a me, in entrambi i casi accanto a Bud Spencer.
Dopo altri piccoli ruoli, al cinema e alla televisione, ha abbandonato definitivamente la recitazione nel 1985. Negli anni seguenti ha conseguito un master in materie economiche ed è diventato consulente finanziario a Birmingham, in Alabama.
Sposato dal 1997, ha due figli.

## Filmografia

### Cinema
- Incontri ravvicinati del terzo tipo (Close Encounters of the Third Kind), regia di Steven Spielberg (1977)
- Uno sceriffo extraterrestre... poco extra e molto terrestre, regia di Michele Lupo (1979)
- Chissà perché... capitano tutte a me, regia di Michele Lupo (1980)
- La foresta silenziosa (Cross Creek), regia di Martin Ritt (1983)
- Stroker Ace, regia di Hal Needham (1983)
- The Bear, regia di Richard C. Sarafian (1984)
- Ombre nella notte (Mutant), regia di John Cardos (1984)
- Guerra dei colori (Poison ivy), regia Larry Elikann (1985)

### Televisione
- Chiefs, regia di Jerry London – miniserie TV, puntata 1 (1983)
- Nord e Sud (North and South), regia di Richard T. Heffron – miniserie TV, puntata 1 (1985)